# Payable on Death Live
Brown – pierwszy album koncertowy amerykańskiego zespołu P.O.D. Wydany został w roku 1997.

## Lista utworów
1. "One Day" – 5:11
2. "Draw the Line" – 3:07
3. "Selah" – 4:14
4. "Know Me" – 4:43
5. "Punk-Reggae Jam" – 3:10 (gośc. Russel Castillo of Dogwood)
6. "Breathe Babylon" – 6:27 (gośc. Dirt)
7. "Preach" – 3:03
8. "Full Color" – 6:45
9. "Murder" – 2:16

## Twórcy
- Wuv Bernardo - perkusja
- Sonny Sandoval - wokal
- Traa Daniels - gitara basowa
- Marcos Curiel – gitara